# Michael Wagmüller
Michael Wagmüller est un sculpteur allemand surtout actif en Bavière, né le 14 avril 1839 à Ratisbonne, et mort le 26 décembre 1881 à Munich.

## Biographie
Michael Wagmüller a fait des études de commerce à Munich, puis a appris pendant un an les rudiments de la sculpture auprès d'Anselm Sickinger (de) (1807–1873), avant d'entrer en 1854 à l'Académie des beaux-arts de Munich, comme élève de Max von Widnmann (en).
Il a commencé à travailler pour lui-même en 1860, d'abord avec peu de succès, jusqu'à ce qu'il reçoive la commande de deux bustes et de deux allégories féminines pour une école de Munich. De 1868 à 1873, il s'est rendu régulièrement à Londres, où il a fait une bonne douzaine de bustes de membres de la noblesse. Il présentait régulièrement ses œuvres à Munich et le roi Louis II de Bavière lui a commandé un bronze en pied de Louis XIV, le « roi-soleil ». En 1869, il a été honoré en même temps que Reinhold Begas et Jean-Baptiste Carpeaux d'une médaille d'or pour son travail présenté au Palais des glaces de Munich. En 1872, il a été reçu membre honoraire de l'Académie des beaux-arts de Munich avec Friedrich Drake, Reinhold Begas et Caspar von Zumbusch et nommé professeur. L'année suivante, il a fait partie des fondateurs de la société d'artistes munichois Allotria, dont il a été le président de 1874 à 1879. À l'exposition universelle de 1878 à Paris, il a exposé la tombe de ses deux filles mortes dans leur petite enfance, qui a été très appréciée (il y a lui-même été plus tard inhumé).
Dans ses dernières années, il a presque exclusivement travaillé à la décoration des châteaux de Louis II de Bavière : celui de Linderhof et celui d'Herrenchiemsee. Sa statue assise de Justus von Liebig destinée à la Maximiliansplatz de Munich a été terminée par son élève Wilhelm von Rümann.

## Sélection d'œuvres

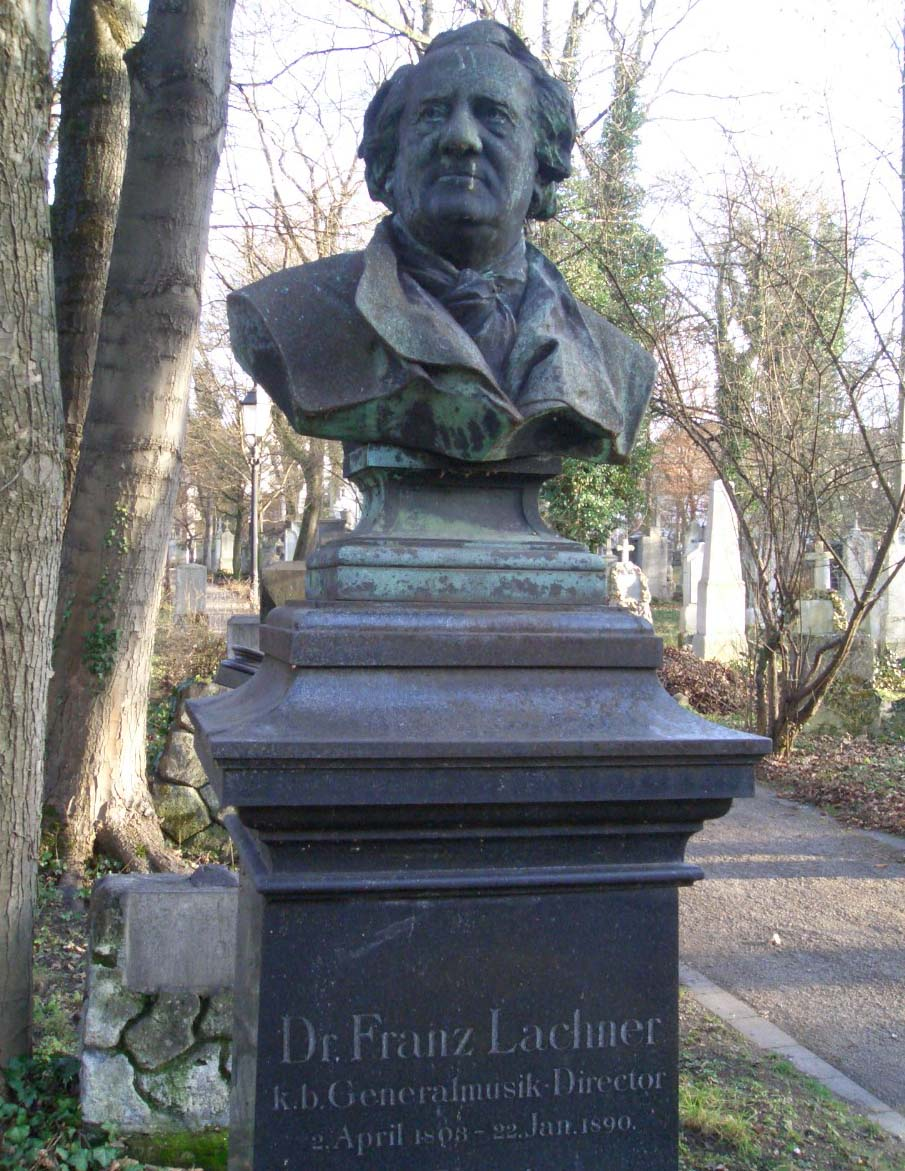
Buste en bronze pour la tombe de Franz Lachner à l'ancien cimetière du Sud de Munich.

- 1863 : médaillon avec buste de Sebastian Habenschaden (de) pour sa tombe à l'ancien cimetière du Sud de Munich.
- 1866 : Jeune fille surprise par un lézard.
- 1867 : Jeune fille attrapant un papillon.
- 1867 : Buste d'Ignaz Perner (de) pour sa tombe à l'ancien cimetière du Sud.
- 1867 : Buste du médecin des aveugles Jakob Braun (de) pour sa tombe à l'ancien cimetière du Sud.
- 1869 : La Charité, statue en pied pour l'Hôpital Rechts der Isar, encore existante.
- 1872 :
  - au premier concours pour le monument du Niederwald, son projet, « ne manquant ni d'imagination ni de verve, mais de dignité dans le caractère », est rejeté, comme les autres.
  - Buste de l'écrivain Paul Heyse
- 1873 :
  - à l'exposition universelle de Vienne, il présente notamment une statue d'une jeune fille portant son petit frère sur son dos.
  - Buste de Justus von Liebig pour sa tombe à l'Ancien cimetière du Sud de Munich.
- 1874 :
  - deux groupes, Amour avec un dauphin et Amour avec des colombes, pour des fontaine du château de Linderhof.
- 1875 (au Linderhof) :
  - Buste de Marie-Antoinette
  - Trois grands vases de jardin
  - Personnages du bassin de Flore, zinc coulé par Ferdinand von Miller
- 1876 : Fontaine de la Naïade au Linderhof, zinc coulé par Ferdinand von Miller
- 1877
  - Buste du maire de Munich Kaspar von Steinsdorf (de).
  - Buste de Franz Lachner pour sa tombe à l'Ancien cimetière du Sud de Munich.
  - Buste de la reine Olga de Würtemberg
  - Apollon dans le char du soleil, au Linderhof
- 1877-1878 : Groupe de Neptune au Linderhof, zinc coulé par Ferdinand von Miller
- 1878 : 
  - Büste de Franz Hanfstaengl
  - Tombe Wagmüller à l'Ancien cimetière du Nord de Munich (de)
- 1879 :
  - 14 figures allégoriques pour la façade du château d'Herrenchiemsee.
  - Amour et Psyché (copie d'après Psyché ranimée par le baiser de l'Amour de Canova), château d'Herrenchiemsee,
  - Buste de D. Sänger
- 1879-1880 : Monument à Philipp Franz von Siebold à Bois-Joli (de)
- 1881 : Fontaine avec statue en pied de Louis IV de Bavière à Ingolstadt.

## Œuvres auchâteau de Linderhof

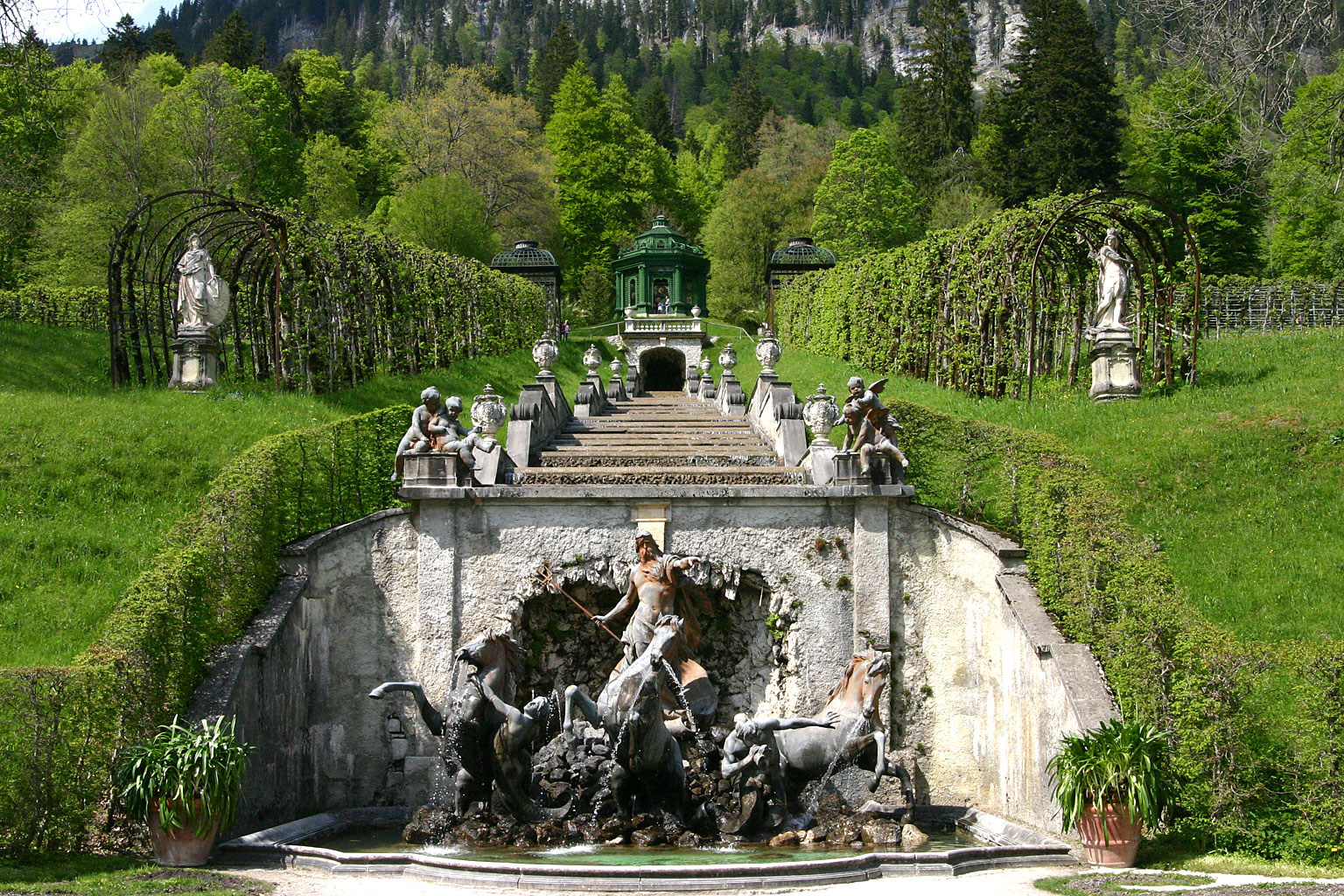
Bassin de Neptune avec cascade.
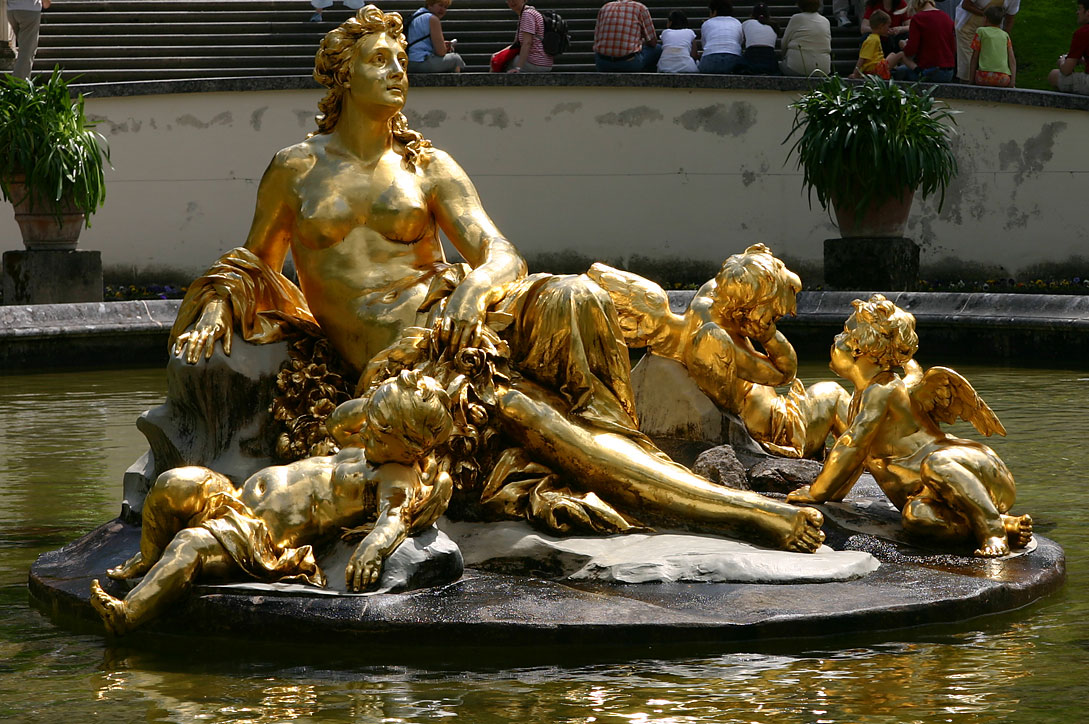
Bassin de Flore.
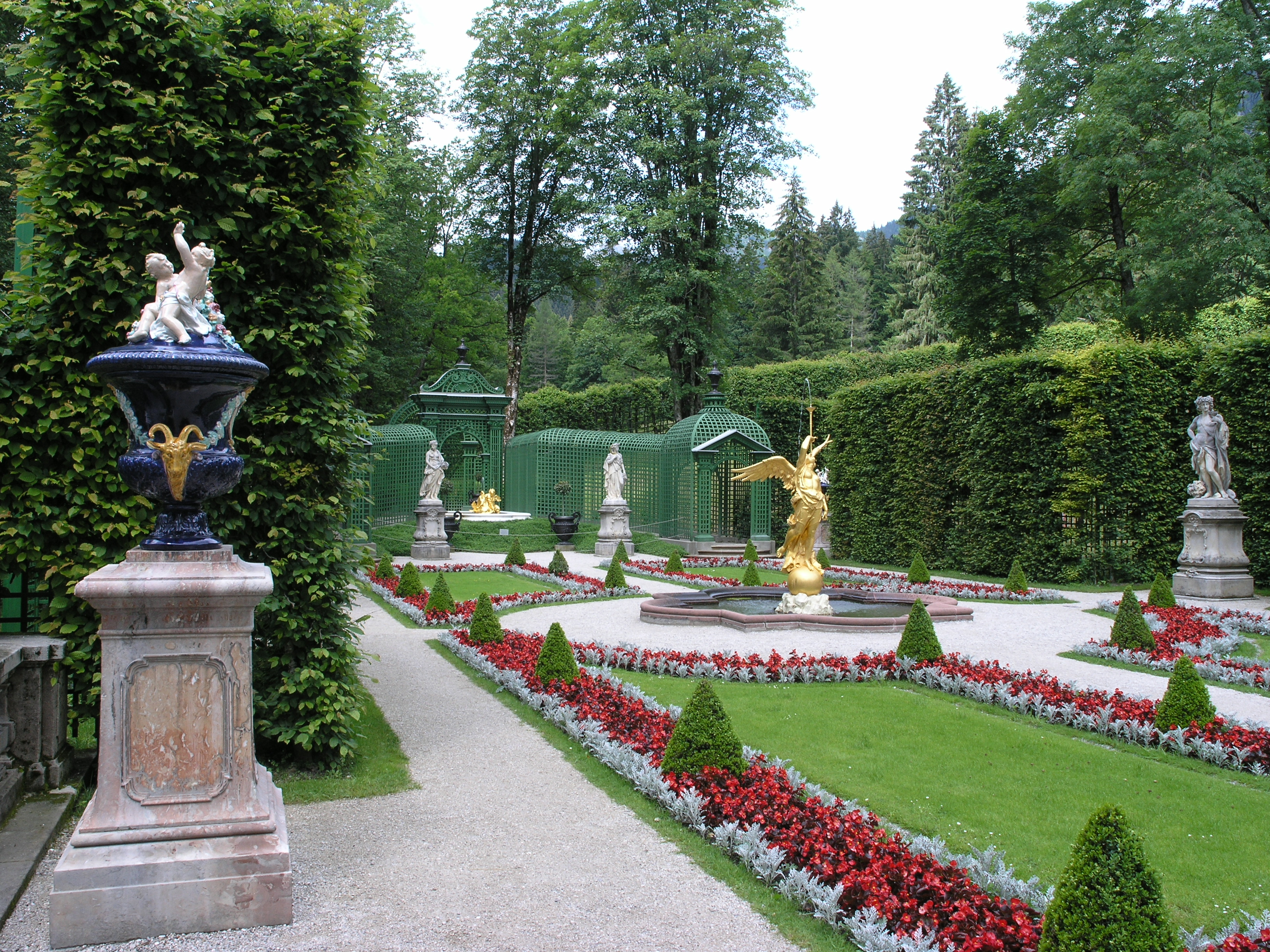
Jardin de la terrasse Ouest (reconstitution de Versailles)
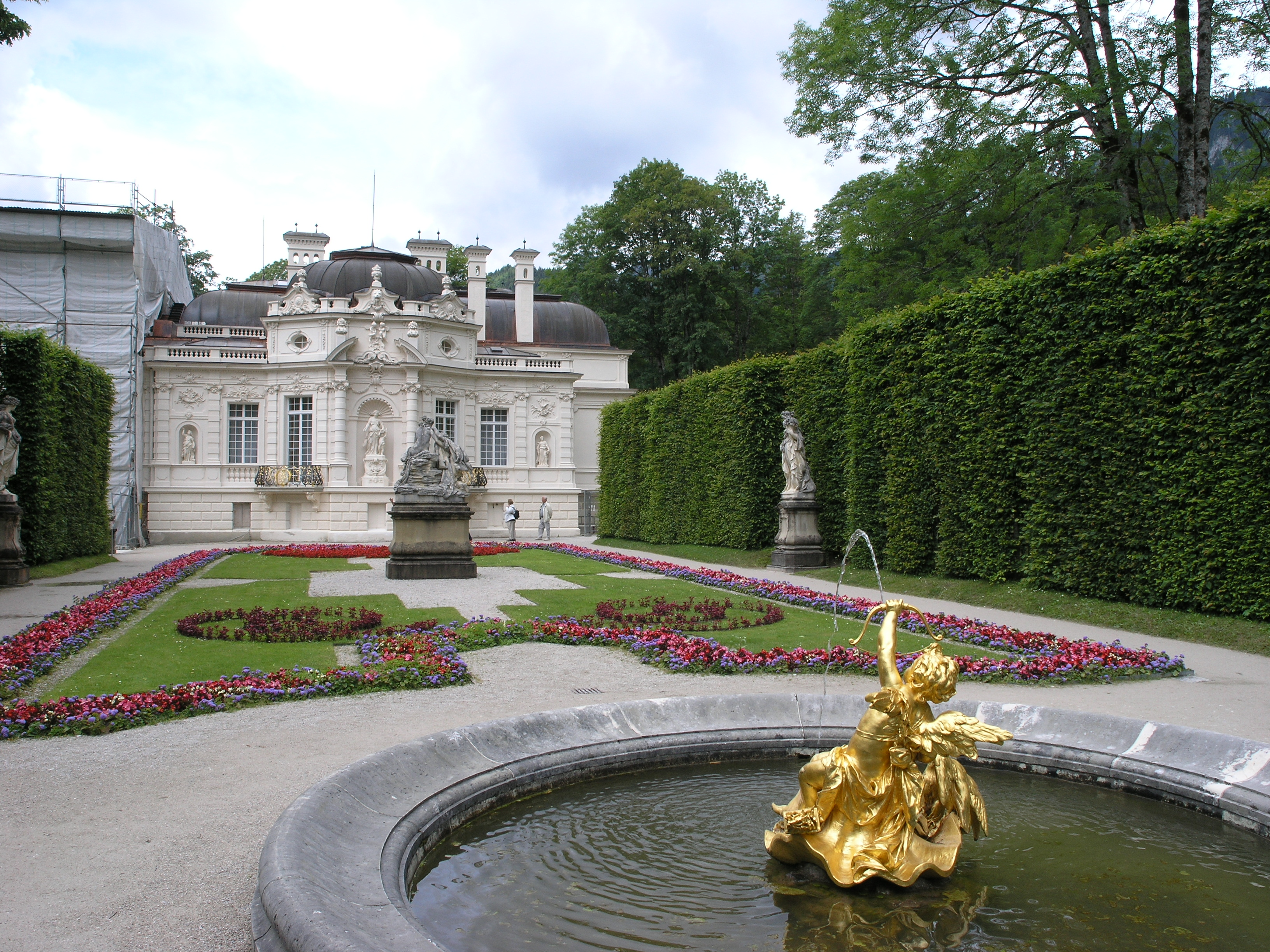
Figures décoratives sur la façade.